# Fog Over Frisco
Fog Over Frisco (bra: Névoa de Mistério) é um filme pre-Code estadunidense de 1934, dos gêneros drama e mistério, dirigido por William Dieterle, estrelado por Bette Davis, Donald Woods, Margaret Lindsay e Lyle Talbot. O roteiro de Robert N. Lee e Eugene Solow foi baseado no conto "The Five Fragments" (1932), de George Dyer.

## Sinopse
Arlene Bradford (Bette Davis) é uma mulher mimada, entediada e rica que financia seu estilo de vida extravagante explorando o acesso de seu noivo, Spencer Carlton (Lyle Talbot), à corretora de seu padrasto, utilizando a conexão a fim de roubar títulos públicos para o chefe do crime Jake Bello (Irving  Pichel).
Quando Arlene desaparece, sua meia-irmã Val (Margaret Lindsay) intervém para descobrir o que aconteceu com ela com a ajuda do repórter Tony Sterling (Donald Woods) e do fotojornalista Izzy Wright (Hugh Herbert).

## Elenco
- Bette Davis como Arlene Bradford
- Donald Woods como Tony Sterling
- Margaret Lindsay como Val Bradford
- Hugh Herbert como Izzy Wright
- Lyle Talbot como Spencer Carlton
- Irving Pichel como Jake Bello
- Alan Hale como Chefe O'Malley
- William Demarest como Spike Smith
- Arthur Byron como Everett Bradford
- George Chandler como Taxista

## Produção
Bette Davis, ansiosa para retratar a garçonete Mildred em "Escravos do Desejo", filme da RKO Pictures, aceitou o papel relativamente pequeno de Arlene na esperança de que sua cooperação convencesse Jack L. Warner a emprestá-la ao estúdio rival para o início da produção. Sua estratégia funcionou, e quando Warner recebeu a notícia que seu desempenho no filme estava sendo aclamado, ele a colocou no topo dos créditos de "Frisco".
Parte da produção foi filmada em São Francisco. Foi refeito como "Spy Ship" em 1942.
Foi lançado em DVD em julho de 2010.

## Recepção
Em sua crítica para o The New York Times, Mordaunt Hall escreveu: "O que lhe falta em credibilidade, compensa em parte pelo seu ritmo ofegante e abundância de ação. À medida que a história de assassinato e roubo passa na tela, mal dá tempo ao espectador para pensar quem pode ser o líder do bando de desesperados".
A revista Time afirmou: "Apressado ao ponto da confissão, Fog Over Frisco não é o melhor dos filmes do diretor William Dieterle".
O historiador de cinema William K. Everson o chamou de "o filme mais rápido já feito".

### Bilheteria
"Fog Over Frisco" foi bem nas bilheterias e agradou o público em geral. O filme arrecadou US$ 260.000 nacionalmente e US$ 129.000 no exterior, totalizando US$ 389.000 mundialmente.